# جیرهنده
جیرهنده، روستایی است از توابع بخش لشت نشا شهرستان رشت در استان گیلان ایران.

## جمعیت
این روستا در دهستان جیرهنده لشت نشا قرار دارد و براساس سرشماری مرکز آمار ایران در سال ۱۳۸۵، جمعیت آن ۶۰۵ نفر (۱۸۰خانوار) بوده‌است.